# Kazimierz Zenon Skierski

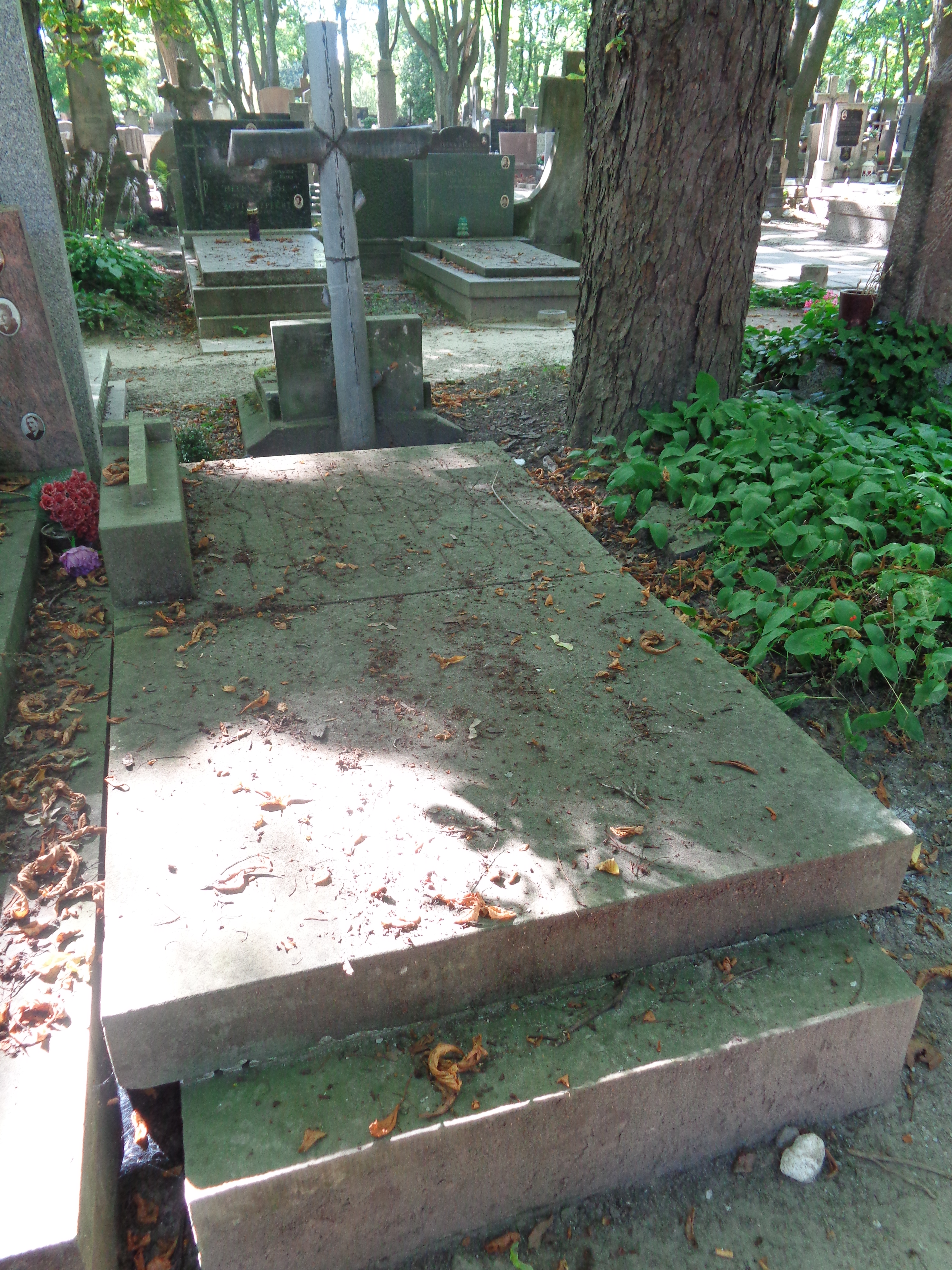
Grób Zenona Skierskiego na cmentarzu Powązkowskim

Kazimierz Zenon Skierski ps. Zenon (ur. 18 stycznia 1908 w Piotrkowie Kujawskim, zm. 20 maja 1961 we Włocławku) – polski filolog polski, pisarz.
Ukończył studia na Wydziale Humanistycznym (polonistykę) na Uniwersytecie Warszawskim, studiował także na Wydziale Historii (historię sztuki). 
W 1931 debiutował jako publicysta na łamach tygodnika „Wiadomości Literackie”. W latach 1930–1933 pracował jako nauczyciel w szkołach średnich we Włocławku i Kartuzach. Od 1934 mieszkał w Warszawie. Od 1937 był redaktorem Polskiego Radia. Brał udział w kampanii wrześniowej (1939). W czasie okupacji działał w podziemiu kulturalnym, był redaktorem konspiracyjnego wydawnictwa „Oficyna Polska”. Był pracownikiem referatu odczytowego Sekcji Polskiego Radia Delegatury Rządu na Kraj. Brał także udział w powstaniu warszawskim (1944). Wyszedł z Warszawy z ludnością cywilną. Po wojnie mieszkał przez pewien w Krakowie, następnie w Warszawie. Pochowany na Powązkach (kwatera 76-1-4).

## Twórczość
- Sztuka umierania (opowiadania, 1946)
- Nieurodzaj (powieść, 1947)
- Głodne żywioły (powieść, 1948)
- U przystani (powieść, 1948)
- Jemioła dojrzewa (powieść, 1954)
- Barwa świata (powieść, 1954)
- Księga rodzaju [cykl powieściowy: tom I Poranek (1955), tom II Drzewo wiadomości (1957), tom III Napój miłosny (1960)]
- Świadkowie ziemi (opowiadania, 1955)
- Gdy słońce zgaśnie (powieść, 1959)
- Powstaną synowie ognia (powieść, 1961)